# دماغ ماتريوشكا
دماغ ماتريوشكا هو بنية افتراضية ضخمة اقترحها روبرت ج. برادبري (1956–2011)، ذات سعة حسابية هائلة بناءً على غلاف دايسون. يُعد مثالًا على المحرك النجمي من الفئة (بي)، الذي يستخدم كامل الطاقة الناتجة من النجم من أجل تشغيل أنظمة الكمبيوتر. يستمد هذا المفهوم اسمه من دمى ماتريوشكا الروسية. نُشر هذا المفهوم من قبل مخترعه ربرت برادبري، في كتاب مليون عام مختار: العلم عند الحافة البعيدة للمعرفة.

## المفهوم

رؤية دماغ ماتريوشكا

يأتي مفهوم دماغ ماتريوشكا من فكرة استخدام كرات دايسون من أجل تشغيل كمبيوتر ضخم بحجم النجوم. ينشأ مصطلح «دماغ ماتريوشكا» من دمى ماتريوشكا الروسية، وهي دمى تعشيش خشبية روسية. تتكون أدمغة ماتريوشكا من عدة كرات دايسون متداخلة داخل بعضها البعض، بنفس الطريقة التي تتكون بها دمى ماتريوشكا من مكونات دمية متداخلة متعددة. تجذب الكرة الأعمق بين كرات دايسون الطاقة مباشرة من النجم الذي يحيط بها وتطلق كميات كبيرة من الحرارة المهدورة أثناء الحوسبة عند درجة حرارة عالية. يمتص محيط دايسون المحيط التالي هذه الحرارة المهدورة ويستخدمها من أجل أغراضه الحسابية مع إعطاء الحرارة المهدرة من تلقاء نفسه. تُمتص هذه الحرارة من خلال المجال التالي، وهكذا مع كل كرة تنطلق حرارة أقل من تلك الموجودة قبلها. لهذا السبب، تميل أدمغة ماتريوشكا ذات كرات دايسون المتداخلة إلى أن تكون أكثر كفاءة، إذ إنها ستهدر طاقة حرارية أقل. يمكن أن تعمل الكرات الداخلية عند نفس درجة حرارة النجم نفسه تقريبًا، في حين أن القذائف الخارجية ستكون قريبة من درجة حرارة الفضاء بين النجوم. المتطلبات الهندسية والموارد اللازمة لذلك ستكون هائلة.
اخترع روبرت برادبري مصطلح «دماغ ماتريوشكا» باعتباره بديلًا عن «دماغ كوكب المشتري» وهو مفهوم مشابه لدماغ ماتريوشكا، ولكن على نطاق كوكبي أصغر وحُسن من أجل الحد من تأخير انتشار الإشارات. يركز تصميم دماغ ماتريوشكا على القدرة الهائلة والحد الأقصى من الطاقة المستخرجة من نجمه المصدر في حين يحسن دماغ كوكب المشتري السرعة الحسابية.

## الاستخدامات الممكنة
اقتُرحت بعض الاستخدامات الممكنة لمورد حسابي هائل. إحدى الأفكار التي اقترحها تشارلز ستروس في روايته أكسليراندو، هي استخدامها من أجل تشغيل عمليات محاكاة مثالية أو تحميلات من العقول البشرية في مساحات الواقع الافتراضي التي يدعمها دماغ ماتريوشكا. وذهب ستروس إلى أبعد بأن اقترح أن الأنواع القوية بما فيه الكفاية التي تستخدم ما يكفي من قوة المعالجة الصافية يمكن أن تشن هجمات على هيكل الكون نفسه وتتلاعب به. في كتاب اللاعبين الجيدين عام 2005، يعتقد داميان برودريك أن دماغ ماتريوشكا من شأنه السماح بمحاكاة أكوان بديلة بأكملها. كتب المؤلف المستقبلي وعالم البعد الإنساني أنديرس ساندبرغ مقالًا يفكر في آثار الحوسبة على نطاق واسع من الآلات مثل دماغ ماتريوشكا، ونشره معهد الأخلاقيات والتكنولوجيات الناشئة. تعد أدمغة ماتريوشكا وغيرها من الهياكل الضخمة موضوعًا شائعًا في عالم أسلحة أوريون الخيالية/ إذ تستخدم الذكريات الفائقة بصفتها نقاط معالجة متصلة عبر الثقوب الدودية.